# Aziz Ansah
Pour les articles homonymes, voir Ansah.
Aziz Ansah (né le 7 octobre 1980) est un footballeur international ghanéen, qui évoluait au poste de défenseur.

## Biographie
Défenseur des Black Stars, Aziz Ansah a été finaliste de la coupe du monde des moins de 17 ans 1997, quart de finaliste de la coupe du monde juniors 1999 et a fait partie de la liste des sélectionnés pour la CAN 2006, sans pour autant jouer un match. Il fait partie des réservistes pour la coupe du monde 2006 mais n'est pas sélectionné.
Quant à sa carrière en club, il a joué dans plusieurs clubs ghanéens, belges, nigérians, israéliens, remportant la coupe du Ghana en 2001 et le championnat ghanéen en 2003, tout en étant désigné Footballeur ghanéen de l'année 2003. 